# باتريس (إماثيا)
باتريس (Πατρίς) هي مدينة في إيماثيا في مقاطعة فوريا إلادا في اليونان.